# Cake Mania
Cake Mania è una serie di videogiochi di cucina e gestione del tempo sviluppati e pubblicati da Sandlot Games nel 2006. Il gioco dispone di una varietà di titoli che variano a seconda della piattaforma di pubblicazione: la versione Wii è conosciuta come Cake Mania: In the Mix!; quella per PlayStation 2 è conosciuta come: Cake Mania: Bakers Challenge - quest'ultima consiste in: Cake Mania (2006) e nel sequel: Cake Mania: Back to the Bakery (2009). Questa versione include anche una modalità chiamata: Bakers Challenge, che consente al giocatore di modificare la cucina di Jill - il personaggio giocabile - i clienti e l'orario di lavoro.

## Trama
Jill Evans, ispirata dai suoi parenti panettieri, ha sviluppato un amore per la pasticceria e ha frequentato una scuola di cucina.
Quando Jill torna dalla scuola di cucina che frequenta, trova la pasticceria dei suoi nonni Evans' Bakery chiusa. La ragazza decide di aprire una sua pasticceria e di salire la scala aziendale in modo da poter riacquistare la panetteria dei nonni.
Durante gli eventi di Cake Mania: Back to the Bakery, Jill, imparando a gestire alcuni clienti che lei stessa definisce come "delicati" lungo la strada, cerca di far vincere ai nonni una vacanza in crociera alle Hawaii mentre rinnova la pasticceria.
In Cake Mania 3, Jill sta per sposarsi, ma viene rimandata indietro nel tempo in diversi periodi - tra cui i tempi dei dinosauri preistorici e l'antica Cina.

## Modalità di gioco
Il giocatore controlla Jill. 
I clienti entrano e si allineano, dando a Jill i loro ordini. Il giocatore deve, quindi, dirigere Jill a creare il dolce che ogni cliente desidera, ma deve farlo prima che uno o più clienti si stanchi/no di aspettare e se ne vada/no. Jill può usare altri oggetti - come cupcake e un televisore per aiutare i suoi clienti a pazientare mentre attendono il servizio.
La valuta di gioco, soldi virtuali guadagnabili, può essere utilizzati per acquistare attrezzature di cottura aggiuntive - come un secondo forno, una migliore macchina per glassare, un forno a microonde per cupcake o scarpe ancora più veloci per tenere Jill davanti agli ordini.

## Accoglienza
| Testata   | Versione | Giudizio |
| --------- | -------- | -------- |
| Eurogamer | DS       | 4/10     |
| GamePro   | DS       |          |

Il sito web aggregatore di recensioni: Metacritic ha assegnato a Cake Mania un punteggio di 55 su 100, sulla base di 23 recensioni della critica. Il sito ha classificato il punteggio come "recensioni miste o medie".
Tuttavia, in generale, il gioco non ha ricevuto recensioni sopra la media, bensì recensioni relativamente basse.